# Metsküla (Mäetaguse)
Metsküla – wieś w Estonii, w prowincji Virumaa Wschodnia, w gminie Mäetaguse.

## Liczba mieszkańców wsi w latach 2002–2014
| Rok  | Liczba ludności |
| 2002 | 16              |
| 2003 | 14              |
| 2004 | 16              |
| 2005 | 16              |
| 2006 | 15              |
| 2007 | 14              |
| 2008 | 22              |
| 2009 | 24              |
| 2010 | 21              |
| 2011 | 22              |
| 2012 | 22              |
| 2013 | 22              |
| 2014 | 20              |